# Bollo (envuelto)
El bollo es un alimento de origen indígena a base de masa de maíz, plátano, batata o yuca que se envuelve en hojas de caña, maíz o faldo, y se cuece en agua hirviendo. Es típico en países latinoamericanos como la Colombia, Ecuador, Panamá y Venezuela. Es similar a la humita andina y la pamoña brasileña. En Venezuela se conoce como hallaquita.

## Historia
El 22 de febrero de 1518, en carta dirigida por Suazo a Mr. Xevres, del consejo público y secreto, da cuenta del comportamiento de Vasco Nuñez de Balboa en la Tierra Firme (actual provincia de Darién, Panamá), y da noticias sobre el consumo del bollo por los indígenas de la zona en los siguientes términos: 

Y estando ansi las cosas tierra firme de quando en quando Vasco Nuñez era socorrido desta Ysla con genete e mantenimientos y el yba ganando las tierras poco a poco con mucho tiento e cordura y haziase muy gran fruto. y en estos medios como dicho tengo, llego la dicha armada, y delos que quedaron vivos ordenose vna entrada la tierra adentro de que fue Capitan un fulano de Ayora y como los Yndios le bieran e supieran por donde iba con su gente, pensando que hera Vasco Nuñez a quien ellos llamaban el tiva que queria dezir el Señor de los cristianos salieron ciertos caciques con su gente con muchos venados asados e puestos en sus barbacoas, que quiere dezir como artesas de alla o instrumento en que se puede llebar mucha carne asada e cozida, muchos Pabos cozidos e asados, asaz de pescados, dibersos guisados, con otros infinitos mangares de la tierra con su pan mui blanco, a que llaman bollo de maiz, e vino que tambien hazen de maiz que basta para que pudiesen comer e beber seiscientas personas e mas hasta ser a su voluntad satisfechos...

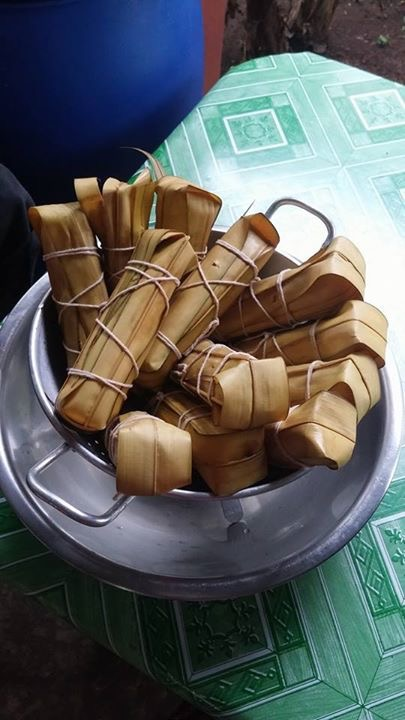
Bollos panameños envueltos en hojas de caña.

Diego Ruiz de Campos, en 1631, en su obra «Relación sobre la Costa Panameña en el Mar del Sur», registra el consumo de bollos en los poblados cercanos río Caimito al oeste de la Ciudad de Panamá: 

La gente que está poblada cerca a este dicho río del Caymito cogen por más de mil quinientas fanegas de maíz y de ello se sustentan haciendo bollos y tortillas para lo cual lo echan en remojo. En unos pilones de madera grandes con dos manos de madera recia, lo pelan, hasta que le quitan una cascarilla que cada grano tiene por encima, la cual es dura y para que salga con facilidad lo echan en remojo. Habiendo salido la cascara queda el dicho maíz. Luego en una piedra llana con su mano también de piedra travesada la muelen y hacen la masa. Han de hacer los bollos, los envuelven en unas hojas anchas de arboles,  los amarran con cordeles delgados y en una pila con agua al fuego los ponen a cocer; después de haber hervido un buen rato quedan cocidos y buenos para el consumo. Si han de hacer tortillas las hacen de medio gruesas; en una cazuela de barro ancha puesta al fuego las ponen a cocer con brevedad estas se cuecen y quedan listas para el consumo. Gracias a su gran orden y modo reparten esto en todo el distrito, desde gobierno hasta las afueras de esta (Ciudad de Panamá) con él pasan toda la vida.
Diego Ruiz de Campos

Juan Requejo Salcedo, en 1640, en su obra «Relación Histórica y Geográfica de la Provincia Panamá», registra el consumo de bollos en la Ciudad de Panamá: 

El platano es el sustento de los negros, como está dicho, y de que participa mucha gente española, ya que no para el sustento, para regalo, assi como suelen ser las tortillas y bollos de maíz hechos para este efeto de quando en quando...
Juan Requejo Salcedo

## Colombia
De elaboración casera, en el Caribe Colombiano son vendidos en las calles por vendedores ambulantes, entre ellos mujeres palenqueras con sus pregones. También se consiguen en tiendas de barrio y en ventas estacionarias informales cerca de supermercados. Principalmente a la hora del desayuno, se acompañan con queso costeño, suero atollabuey, carne frita o en bisté, hígado en bisté, chicharrón o huevos revueltos (o “en perico”). También acompañan otros platos como los pinchos o asados, sancochos (de guandú) y arroces (de lisa, por ejemplo).

### Atlántico

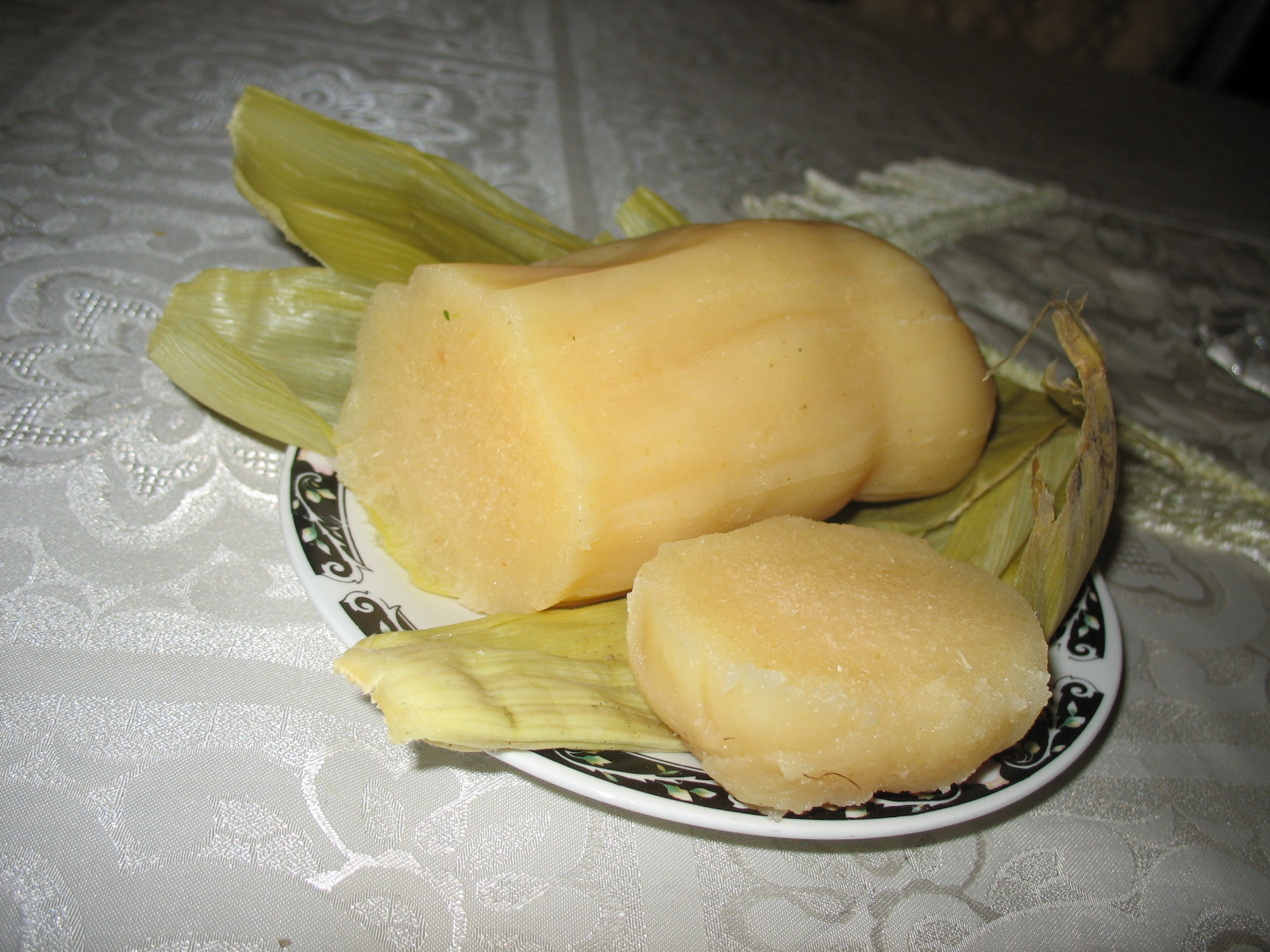
Bollo de yuca.

- Bollo limpio. A base de maíz blanco seco envuelto en hojas de mazorca secas.
- Bollo de queso.  Bollo limpio con queso costeño.
- Bollo de angelito. Elaborado con maíz blanco, se le agrega queso costeño, panela, coco y anís. Se envuelve primeramente en hojas de pinta bollo y luego en hojas de mazorca secas. Debe su nombre a que se suele regalar el 1.º de noviembre, día de Todos los Santos en algunas poblaciones rurales como Pital, corregimiento de Baranoa. Regalarlo en esa fecha también era costumbre en Barranquilla. Es representativo del municipio de Piojó.[5]
- Bollo de mazorca. A base de maíz verde o biche con un poco de azúcar, envuelto en hojas verdes de mazorca.
- Bollo de yuca. El más popular de los bollos de la región. A base de yuca rallada, envuelto en hojas de mazorca secas; acompaña butifarras, queso costeño y chicharrones.
- Bollo de plátano. Preparado en Luruaco.[5]
- Bollo de yuca dulce. Representativo de Piojó.[5]
- Bollo de yuca preñao. Relleno de carnes y verduras, típico de Sibarco, Atlántico.[6]
- Bollo de media yuca. Combinación con maíz chorote o sarazo, también se combina con auyama. Ambos están en peligro de desaparecer.
- Matrimonio. Rodaja de bollo de yuca o de mazorca acompañada de una porción de queso costeño.[7]

### Cesar
- Bollo de mazorca. Se hace con maíz biche o nuevo, envuelto en hojas verdes de mazorca.
- Bollo limpio. De maíz trillado levemente salado, envuelto en hojas de mazorca secas.
- Bollo de maduro. A base de plátano muy maduro y queso, envuelto en hoja de bijao.

### Córdoba

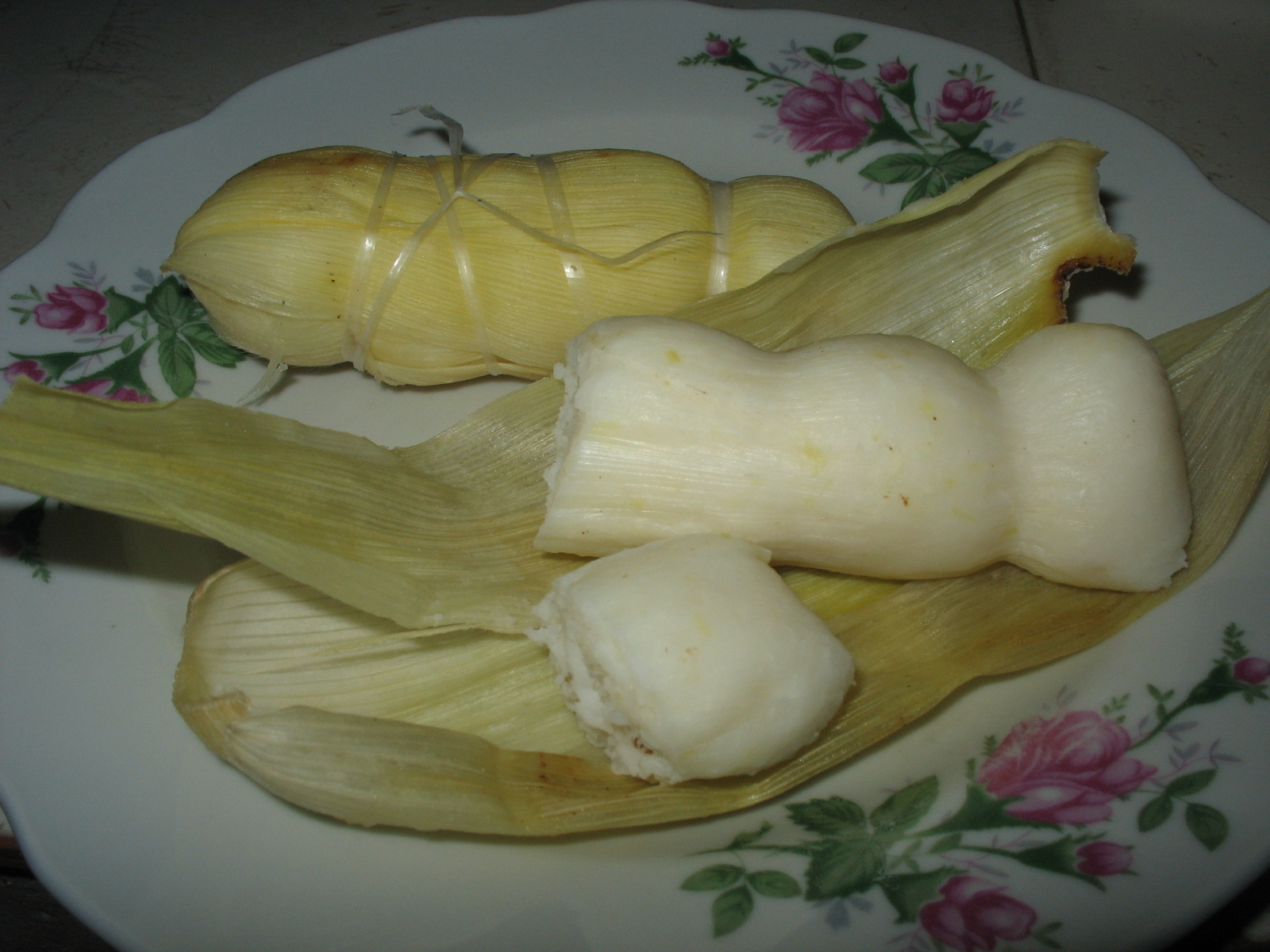
Bollo limpio.

- Bollo de coco. A base de maíz, coco rallado, azúcar y anís (bollo de angelito);
- Bollo dulce. A base de maíz y anís. En Martínez, corregimiento de Cereté, se rellenan con carne salada o con ají dulce o picante;
- Bollo harinado. A base de maíz chorote y azúcar;
- Bollo limpio cortado con batata. A base de maíz y batata;
- Bollo de plátano maduro. A base de plátano maduro, plátano verde, pimienta y picante;
- Bollo de yuca.

### Sucre

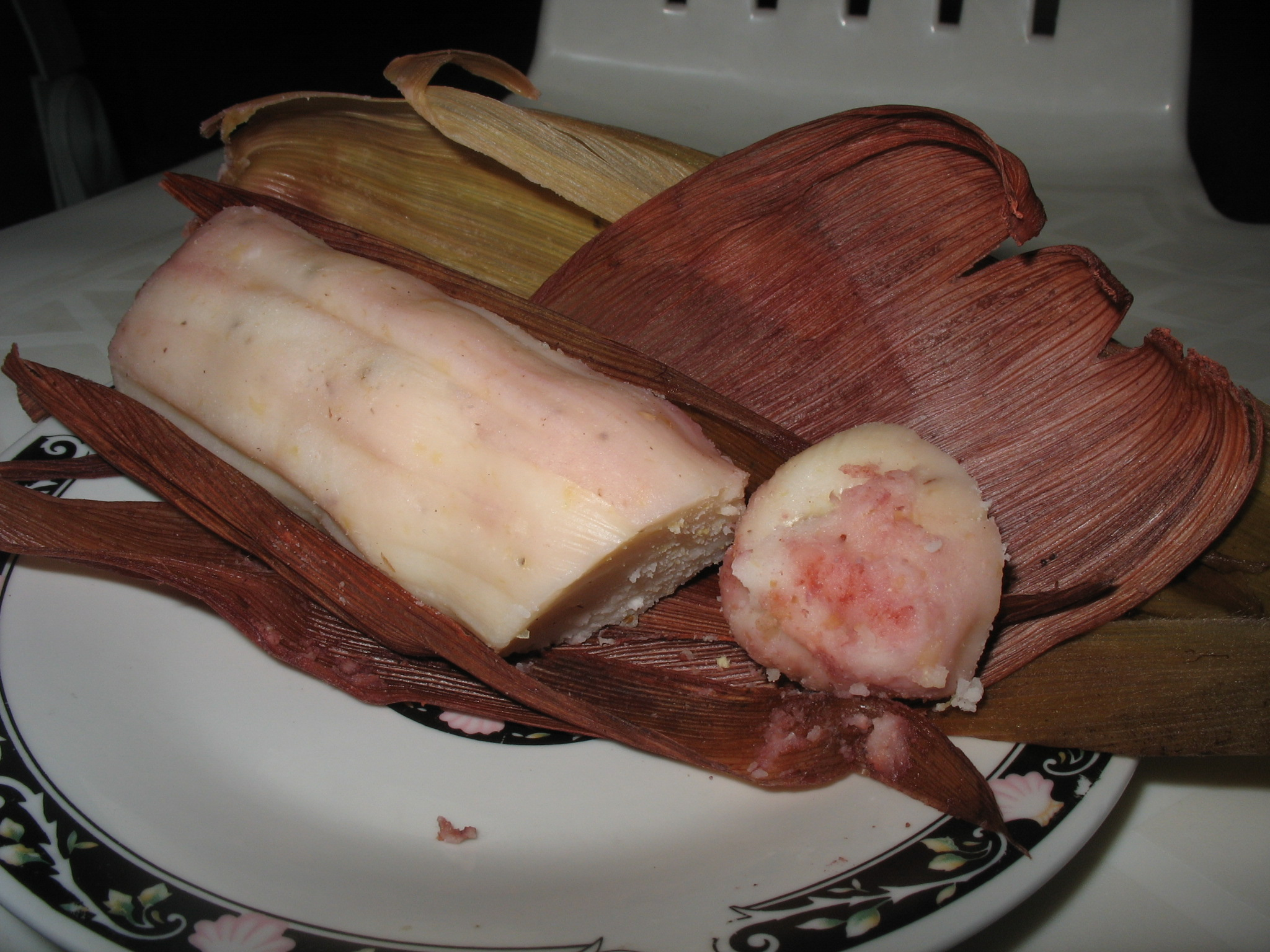
Bollo de angelito.

- Cafongo: a base de maíz, panela, leche, queso y suero y especias como canela, clavito, pimienta picante y bicarbonato.[8][9][10]
- Limpio.
- De plátano.
- De coco.
- Chocliao.
- De banano.
- De ajonjolí.
- De guineo manzano.
- De arroz relleno de queso y plátano, originarios en la subregión de La Mojana.
- De batata.

## Panamá

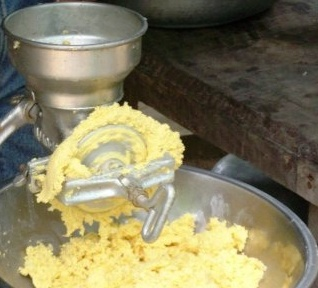
Masa para bollos panameños, preparada con el tradicional molino "Corona".

- Blancos, de maíz blanco, envueltos en hojas de caña.
- Preñaos, de maíz viejo amarillo, la masa contiene achiote, culantro, cebolla y ajo; va relleno de carne de res o cerdo guisada, tradicionales en La Chorrera.[11][12]

- De mantequilla, de maíz y mantequilla, envueltos en hojas de faldo, tradicionales en La Chorrera.[12]
- De yuca, de yuca con carne.
- De coco, suelen ser dulces.
- De maíz nuevo, de maíz tierno amarillo envueltos en el capullo de la mazorca.
- Chiricano o de maíz viejo, tradicional de la Provincia de Los Santos, elaborados de maíz viejo amarillo, a los que se les agrega coco o queso blanco, anís y miel.[13]
- De colores, tradicionales de La Colorada, son hechos de maíz blanco, amarillo y camarón (tonalidad rosada), ante la falta de maíz camarón se usa tinte.[14]

En los últimos años se han introducido al mercado panameño bollos elaborados industrialmente de las firmas de Toledano y Melo, que solo requieren calentarse en agua. Tienen diferentes presentaciones que pueden ser solo maíz, con queso, chorizo, entre otros.

## Venezuela
La hallaquita es una masa de maíz precocida o de jojoto (elote) envuelta en hojas de maíz o plátano, que se le añade aceite vegetal o manteca de cerdo para darle mayor suavidad y a veces se mezcla con chicharrones o carne de cerdo o res. Los envueltos se echan en abundante agua hirviendo y se cocinan por unos 20 o 25 minutos. Es uno de los acompañantes más comunes de la gastronomía venezolana. Generalmente se consumen con pollo en brasas o carne asada a la parrilla.

### Variantes
- Hallaquita de chicharrón: Se mezclan chicharrones triturados con la masa.
- Hallaquita aliñada: Se mezcla con la masa un sofrito (hogao) compuesto de tomate, pimiento, cebolla y ajo.
- Hallaquita de jojoto: Se elabora la masa con maíz tierno (la misma masa de la elaboración de cachapas). Por esta razón reciben el nombre de "cachapas de hoja".

En la gastronomía navideña venezolana también se pueden observar los llamados bollos navideños, llamados también bollos de hallaca o simplemente bollos. Se preparan de forma parecida a las hallacas, mas a diferencia de aquellas el relleno se mezcla con la masa; se envuelven igualmente en hojas de plátano, se atan con pabilo y se cuecen en agua hirviendo. Se suelen preparar con las sobras de la preparación de las hallacas, son de menor tamaño que estas y pueden o no llevar un toque de sabor picante, ya sea con ají o pimienta.